# David Ulm
David Ulm (Wissembourg, 30 giugno 1984) è un ex calciatore francese, di ruolo centrocampista.

## Palmarès

### Club

#### Competizioni nazionali
- Fußball-Regionalliga: 1

FSV Francoforte: 2007-2008 (girone sud)
- 3. Liga: 2

Sandhausen: 2011-2012
Arminia Bielefeld: 2014-2015